# Saint-Thomé
Saint-Thomé est une commune française, située dans le département de l'Ardèche en région Auvergne-Rhône-Alpes.
La commune est rattachée au canton de Berg-Helvie, rappelant qu'historiquement son territoire dépendait de la tribu gauloise des Helviens durant l'Antiquité. Depuis 2017, la cité est une des quinze communes adhérentes de la communauté de communes Ardèche Rhône Coiron.

## Géographie

### Localisation
Le territoire communal se positionne dans la partie centrale du département de l'Ardèche dans l'arrondissement de Privas, à proximité de Viviers, ancienne capitale de la province du Vivarais et non loin de l'agglomération de Montélimar située à quelques kilomètres en direction du nord-est.

### Communes limitrophes
Saint-Thomé est limitrophe de cinq communes, toutes situées dans le département de l'Ardèche et réparties géographiquement de la manière suivante :

### Climat
Pour des articles plus généraux, voir Climat d'Auvergne-Rhône-Alpes et Climat de l'Ardèche.
En 2010, le climat de la commune est de type climat méditerranéen altéré, selon une étude du CNRS s'appuyant sur une série de données couvrant la période 1971-2000. En 2020, Météo-France publie une typologie des climats de la France métropolitaine dans laquelle la commune est exposée à un climat méditerranéen et est dans la région climatique  Provence, Languedoc-Roussillon, caractérisée par une pluviométrie faible en été, un très bon ensoleillement (2 600 h/an), un été chaud (21,5 °C), un air très sec en été, sec en toutes saisons, des vents forts (fréquence de 40 à 50 % de vents > 5 m/s) et peu de brouillards. 
Pour la période 1971-2000, la température annuelle moyenne est de 13,2 °C, avec une amplitude thermique annuelle de 17,9 °C. Le cumul annuel moyen de précipitations est de 957 mm, avec 6,7 jours de précipitations en janvier et 4,2 jours en juillet. Pour la période 1991-2020, la température moyenne annuelle observée sur la station météorologique de Météo-France la plus proche, « Alba la Romaine », sur la commune d'Alba-la-Romaine à 6 km à vol d'oiseau, est de 13,6 °C et le cumul annuel moyen de précipitations est de 1 043,8 mm,. Pour l'avenir, les paramètres climatiques de la commune estimés pour 2050 selon différents scénarios d'émission de gaz à effet de serre sont consultables sur un site dédié publié par Météo-France en novembre 2022.

### Hydrographie

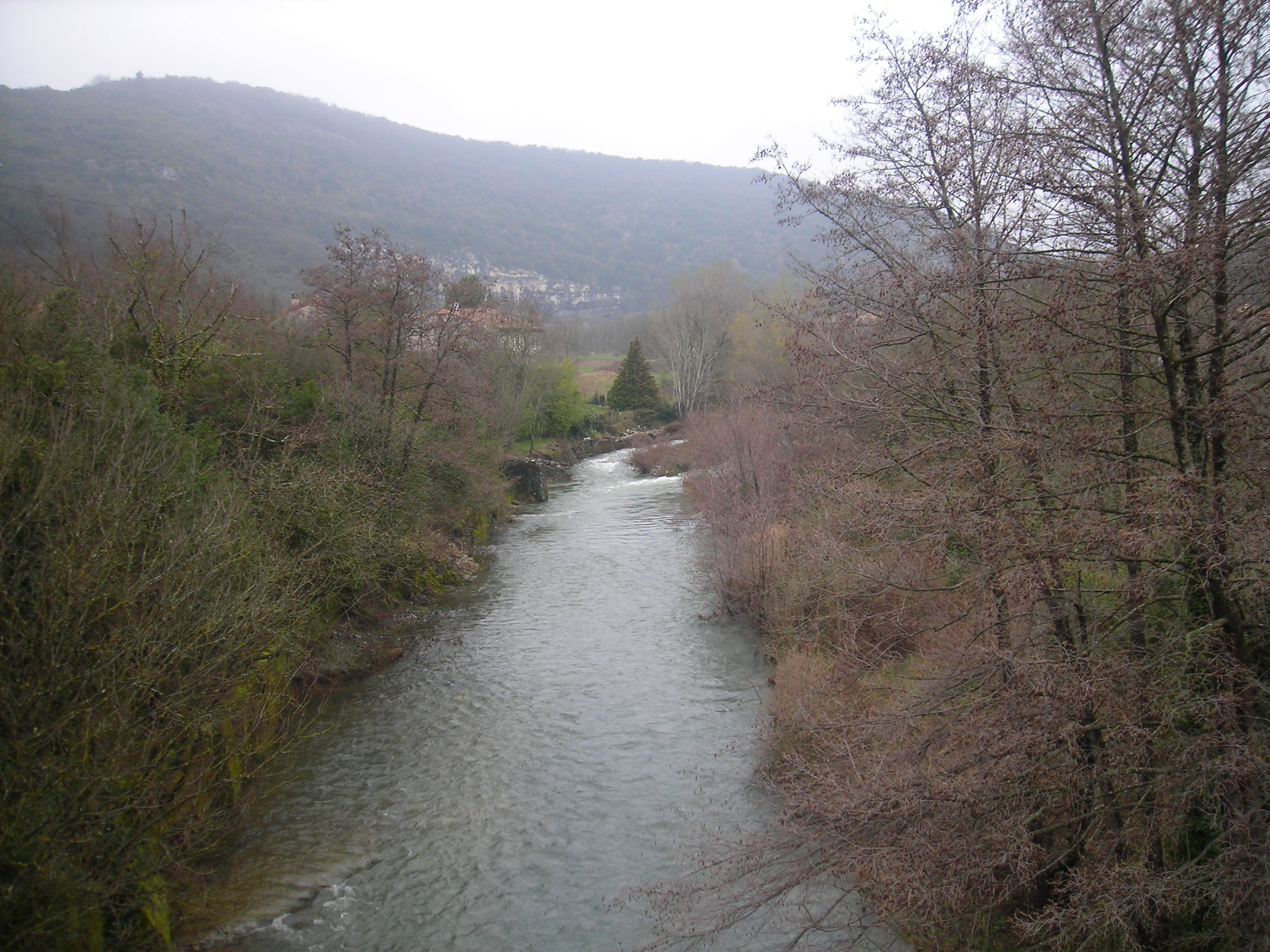
L'Escoutay

Le territoire communal est traversé par l'Escoutay, un affluent du Rhône, lequel prend sa source au pied du plateau du Coiron. Son affluent, la Nègue, d'une longueur de 15 km et son sous-affluent, le Dardaillon, d'une longueur de 10 km, s'écoulent également sur le territoire communal.

## Urbanisme

### Typologie
Au 1er janvier 2024, Saint-Thomé est catégorisée commune rurale à habitat dispersé, selon la nouvelle grille communale de densité à 7 niveaux définie par l'Insee en 2022.
Elle est située hors unité urbaine. Par ailleurs la commune fait partie de l'aire d'attraction de Montélimar, dont elle est une commune de la couronne,. Cette aire, qui regroupe 45 communes, est catégorisée dans les aires de 50 000 à moins de 200 000 habitants,.

### Occupation des sols
L'occupation des sols de la commune, telle qu'elle ressort de la base de données européenne d’occupation biophysique des sols Corine Land Cover (CLC), est marquée par l'importance des forêts et milieux semi-naturels (79,4 % en 2018), une proportion sensiblement équivalente à celle de 1990 (79,7 %). La répartition détaillée en 2018 est la suivante : 
forêts (59,7 %), milieux à végétation arbustive et/ou herbacée (19,6 %), cultures permanentes (15,5 %), zones agricoles hétérogènes (3,8 %), zones urbanisées (1,3 %).
L'évolution de l’occupation des sols de la commune et de ses infrastructures peut être observée sur les différentes représentations cartographiques du territoire : la carte de Cassini (XVIIIe siècle), la carte d'état-major (1820-1866) et les cartes ou photos aériennes de l'IGN pour la période actuelle (1950 à aujourd'hui).

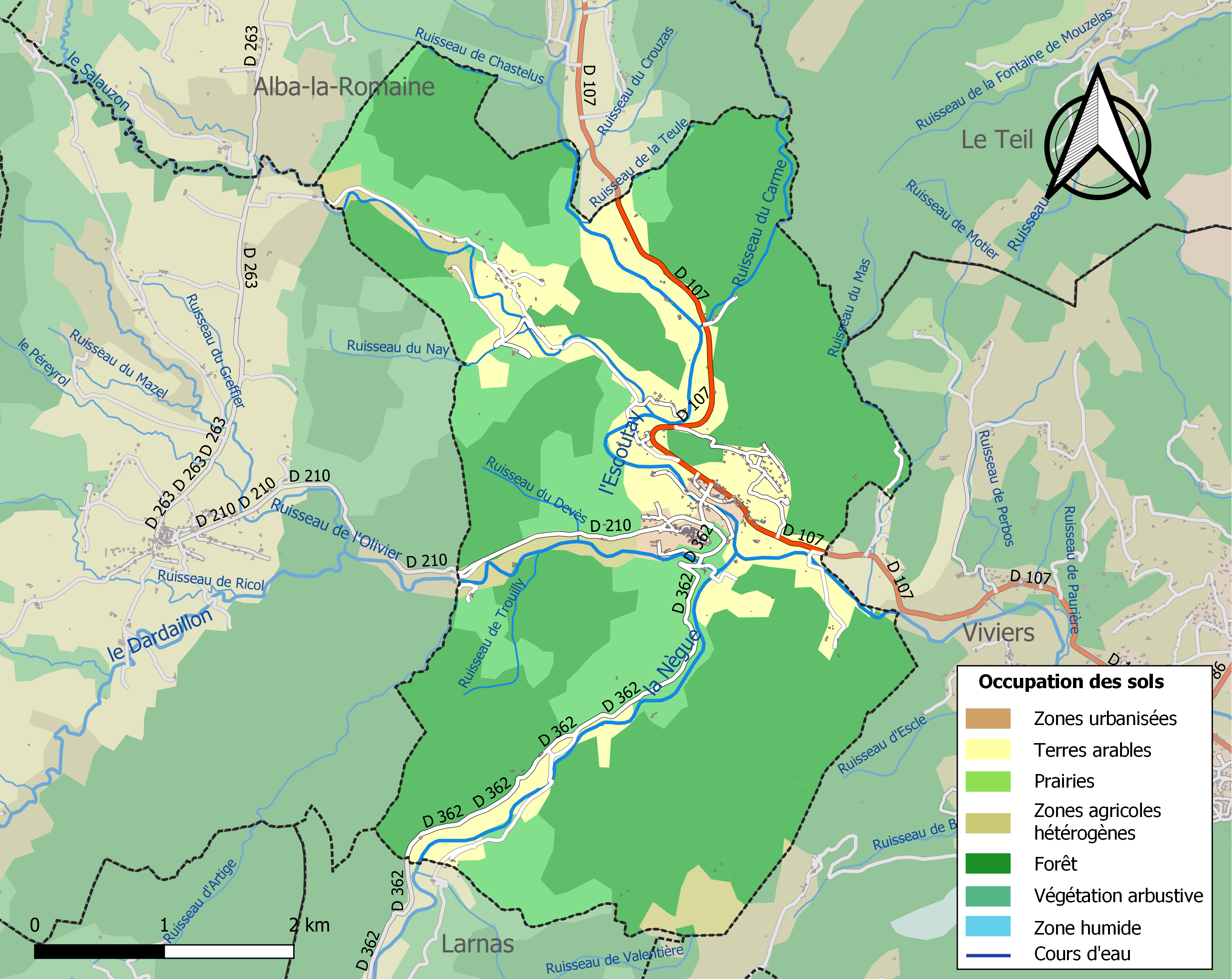
Carte des infrastructures et de l'occupation des sols de la commune en 2018 (CLC).

### Risques naturels

#### Risques sismiques
L'ensemble du territoire de la commune de Saint-Thomé est situé en zone de sismicité no 3 (sur une échelle de 1 à 5), comme la plupart des communes situées à proximité de la vallée du Rhône, mais en limite orientale de la zone no 2 qui correspond au plateau ardéchois.
| Type de zone | Niveau            | Définitions (bâtiment à risque normal) |
| ------------ | ----------------- | -------------------------------------- |
| Zone 3       | Sismicité modérée | accélération = 1,1 m/s2                |

Le village a connu notamment le séisme du 11 novembre 2019 dont l'épicentre se situait vers Le Teil, ainsi que de nombreuses répliques, ce qui fait évoque la proximité avec une faille sismique non répertoriée.

## Histoire

### Préhistoire et Antiquité
Le village actuel est situé à proximité du site d'Alba-la-Romaine, fondée durant l'Empire romain et ancienne capitale des Helviens, peuple gaulois situé dans le sud de l'actuelle partie Sud du département de l'Ardèche.

## Politique et administration

### Liste des maires
| Période                                  | Période                     | Identité            | Étiquette    | Qualité                             |
| ---------------------------------------- | --------------------------- | ------------------- | ------------ | ----------------------------------- |
| Les données manquantes sont à compléter. |                             |                     |              |                                     |
|                                          | 1843                        | Prosper Pradal      |              |                                     |
| 1843                                     | 1846                        | François Pradal     |              |                                     |
| 1846                                     | 1847                        | Vincent Vernet      |              |                                     |
| 1847                                     | 1870                        | Étienne Simon       |              |                                     |
| 1870                                     | 1876                        | Anastase Allignol   |              |                                     |
| 1876                                     | mai 1896                    | Pierre Vernet       |              |                                     |
| mai 1896                                 | 1897 (annulation)           | Victorin Dupré      |              |                                     |
| 1897                                     | mai 1900                    | François Rieu       |              |                                     |
| mai 1900                                 | 1908                        | Vincent Vernet      |              |                                     |
| mai 1908                                 | 1920 (décès)                | Ludovic Bonnefoy    |              |                                     |
| 1920                                     | mai 1925                    | Léon Cornut         |              |                                     |
| mai 1925                                 | mars 1965                   | Ernest Raoux        | PCF          | Agriculteur                         |
| mars 1965                                | mars 1989                   | Henri Raoux         | SFIO puis PS | Agriculteur                         |
| mars 1989                                | juin 1995                   | Marcel Debos        | DVG          | Ingénieur                           |
| juin 1995                                | mars 2008                   | Jean-Pierre Lovichi | DVG          | Directeur du Laboratoire de Lafarge |
| mars 2008                                | En cours (au 24 avril 2014) | Gilbert Petitjean   | DVG          | Retraité                            |

## Population et société

### Démographie
L'évolution du nombre d'habitants est connue à travers les recensements de la population effectués dans la commune depuis 1793. Pour les communes de moins de 10 000 habitants, une enquête de recensement portant sur toute la population est réalisée tous les cinq ans, les populations de référence des années intermédiaires étant quant à elles estimées par interpolation ou extrapolation. Pour la commune, le premier recensement exhaustif entrant dans le cadre du nouveau dispositif a été réalisé en 2007.

En 2022, la commune comptait 475 habitants, en évolution de +6,74 % par rapport à 2016 (Ardèche : +2,48 %, France hors Mayotte : +2,11 %).
| 1793 | 1800 | 1806 | 1821 | 1831 | 1836 | 1841 | 1846 | 1851 |
| ---- | ---- | ---- | ---- | ---- | ---- | ---- | ---- | ---- |
| 412  | 424  | 467  | 554  | 592  | 649  | 657  | 696  | 685  |

| 1856 | 1861 | 1866 | 1872 | 1876 | 1881 | 1886 | 1891 | 1896 |
| ---- | ---- | ---- | ---- | ---- | ---- | ---- | ---- | ---- |
| 710  | 668  | 629  | 589  | 565  | 556  | 535  | 525  | 476  |

| 1901 | 1906 | 1911 | 1921 | 1926 | 1931 | 1936 | 1946 | 1954 |
| ---- | ---- | ---- | ---- | ---- | ---- | ---- | ---- | ---- |
| 468  | 458  | 398  | 345  | 440  | 386  | 332  | 276  | 278  |

| 1962 | 1968 | 1975 | 1982 | 1990 | 1999 | 2006 | 2007 | 2012 |
| ---- | ---- | ---- | ---- | ---- | ---- | ---- | ---- | ---- |
| 288  | 288  | 245  | 257  | 285  | 358  | 381  | 386  | 432  |

| 2017 | 2022 | - | - | - | - | - | - | - |
| ---- | ---- | - | - | - | - | - | - | - |
| 445  | 475  | - | - | - | - | - | - | - |

### Enseignement
La commune est rattachée à l'académie de Grenoble.

### Médias
La commune est située dans la zone de distribution de deux organes de la presse écrite :
- L'Hebdo de l'Ardèche

Il s'agit d'un journal hebdomadaire français basé à Valence et couvrant l'actualité de tout le département de l'Ardèche.
- Le Dauphiné libéré

Il s'agit d'un journal quotidien de la presse écrite française régionale distribué dans la plupart des départements de l'ancienne région Rhône-Alpes, notamment l'Ardèche. La commune est située dans la zone d'édition de Privas.
- Ici Drôme Ardèche est une radio publique diffusée sur son territoire et sur la totalité du département.

### Cultes
La communauté catholique et l'église Saint-Thomas (propriété de la commune) dépendent de la paroisse Charles-de-Foucauld - Viviers / Le Teil dont le siège est  situé à Viviers qui est également le siège de l'évêché.

### Héraldique
|  | Saint-Thomé possède des armoiries dont l'origine et le blasonnement exact ne sont pas disponibles. |

## Culture locale et patrimoine

### Monuments civils
- Chatelas de Saint-Thomé

ce château positionné sur un piton rocheux et occupe un emplacement stratégique, profondément remanié au fil des siècles, aurait été édifié au XIIe siècle. En partie ruiné, à la fin du XIXe siècle, l'édifice a été entièrement restauré durant la seconde moitié du XXe siècle[réf. souhaitée].
- Le monument aux morts de Saint-Thomé se présente sous la forme d'une simple plaque commémorative, installé dans l'église[24].

### Monuments religieux
- Église Saint-Thomas.
- Chapelle Saint-Sébastien de Saint-Thomé

Quelques photos de divers sites et édifices de Saint-Thomé
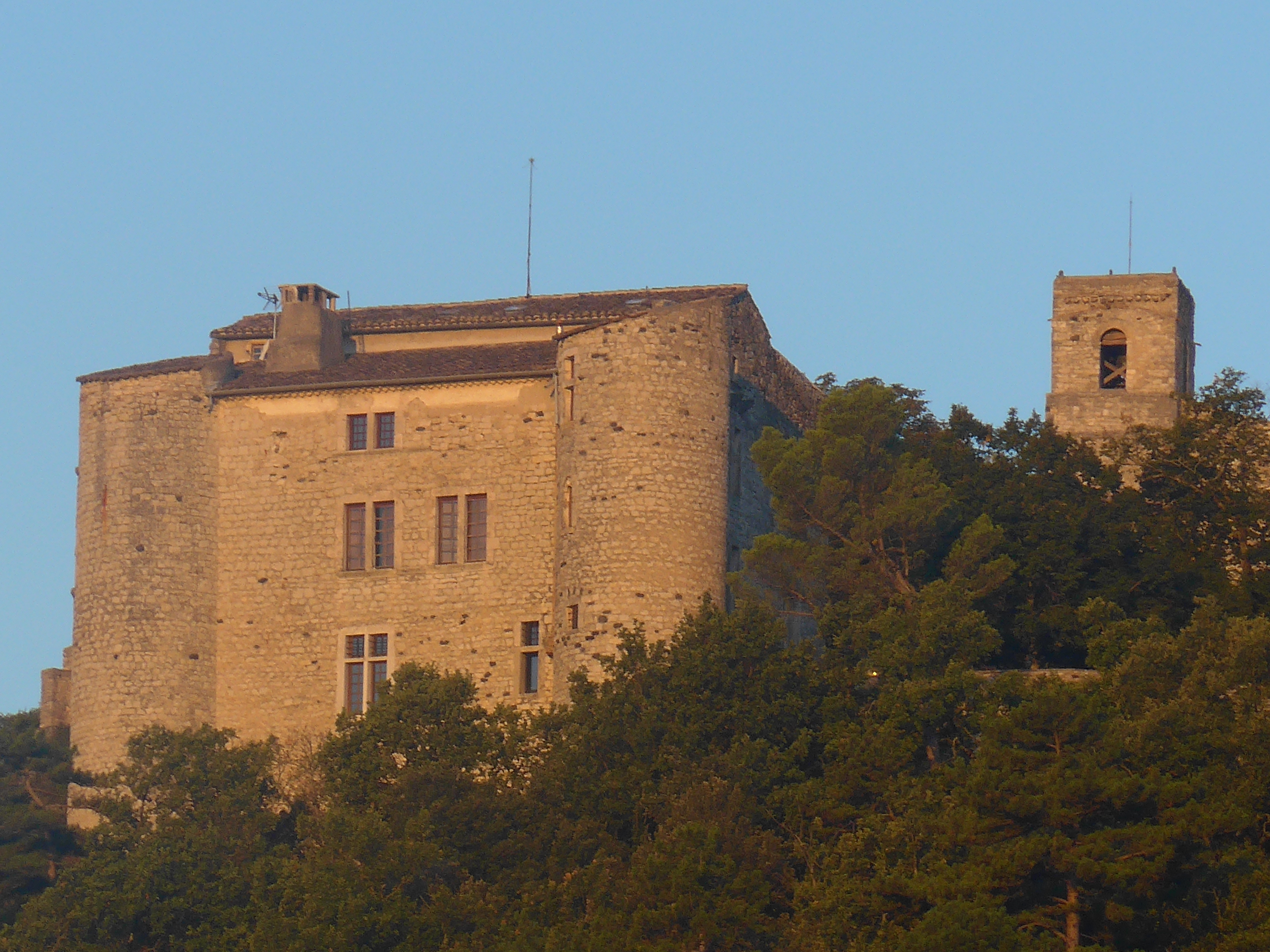
Le château (châtelas) de Saint-Thomé
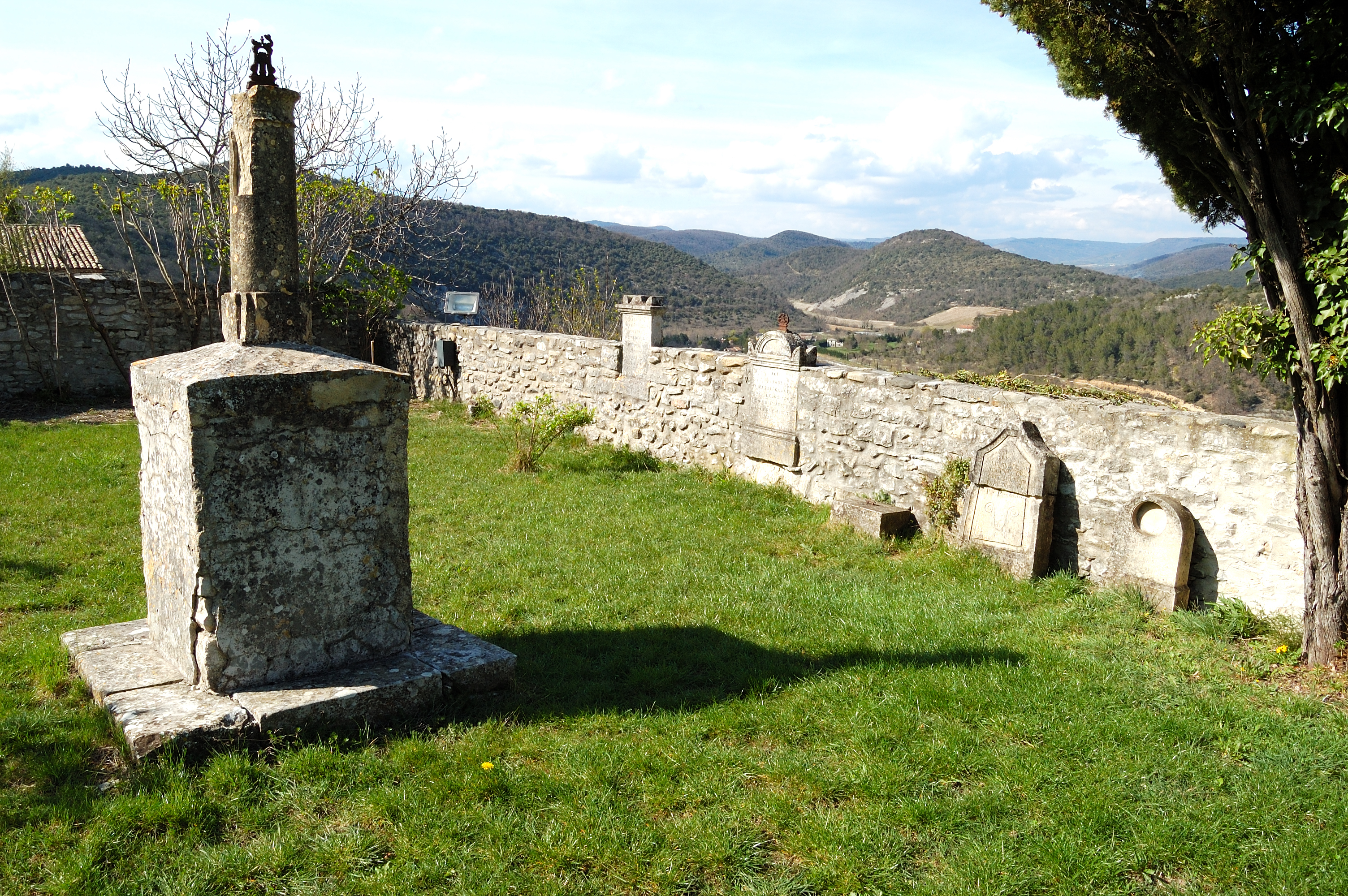
L'ancien cimetière
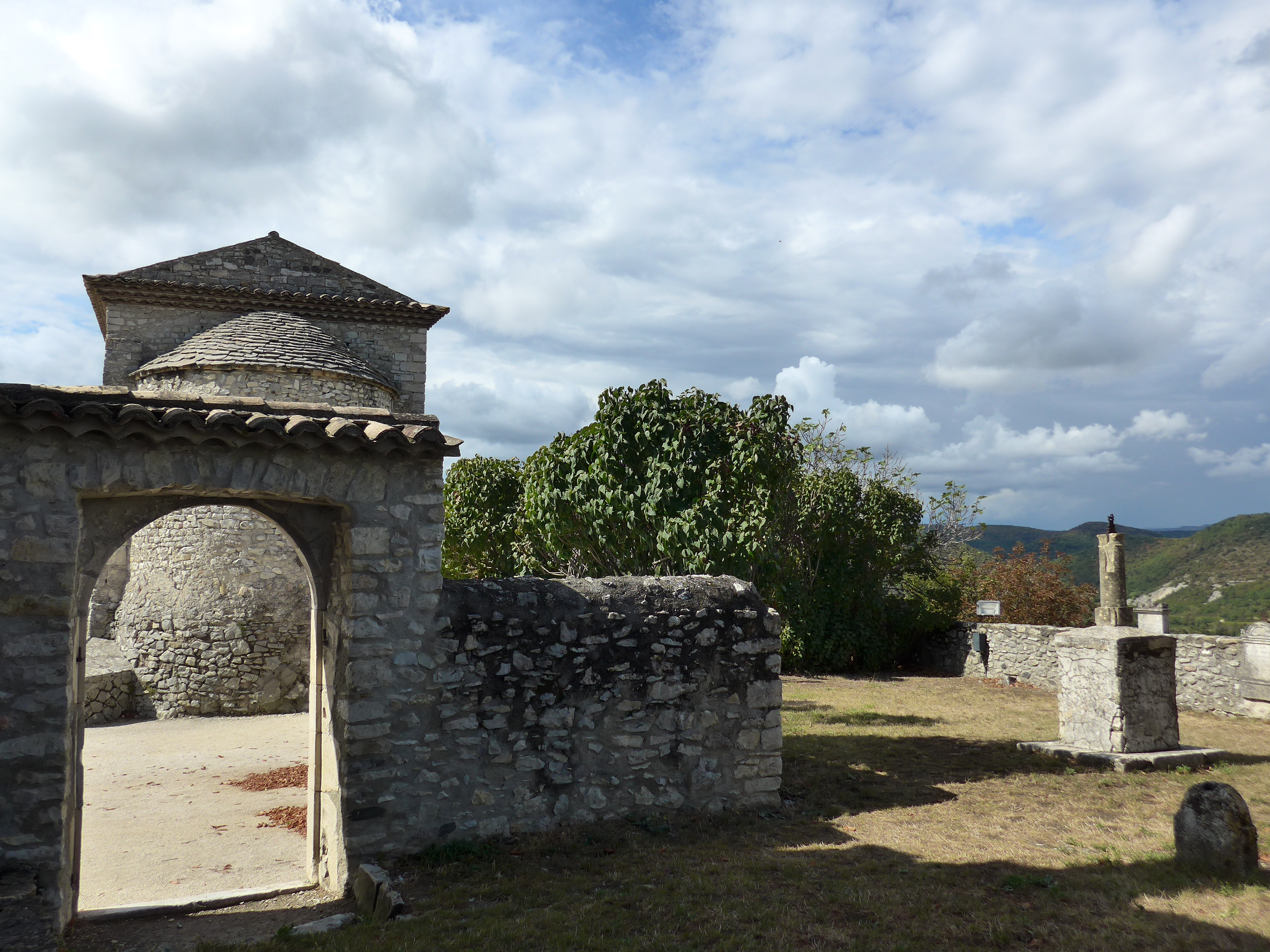
Chapelle Saint-Sébastien, vue du cimetière
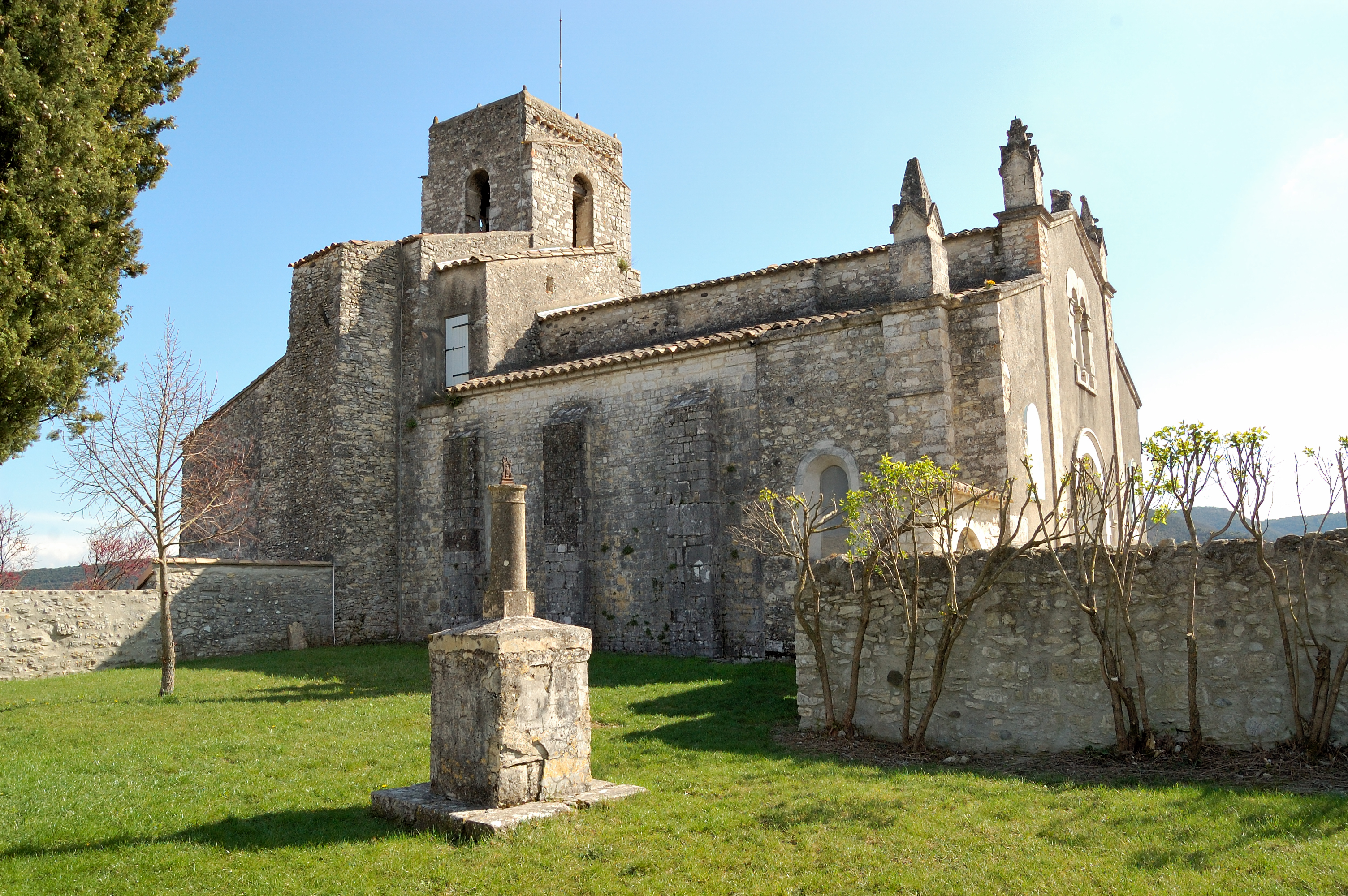
L'église vue de l'ancien cimetière
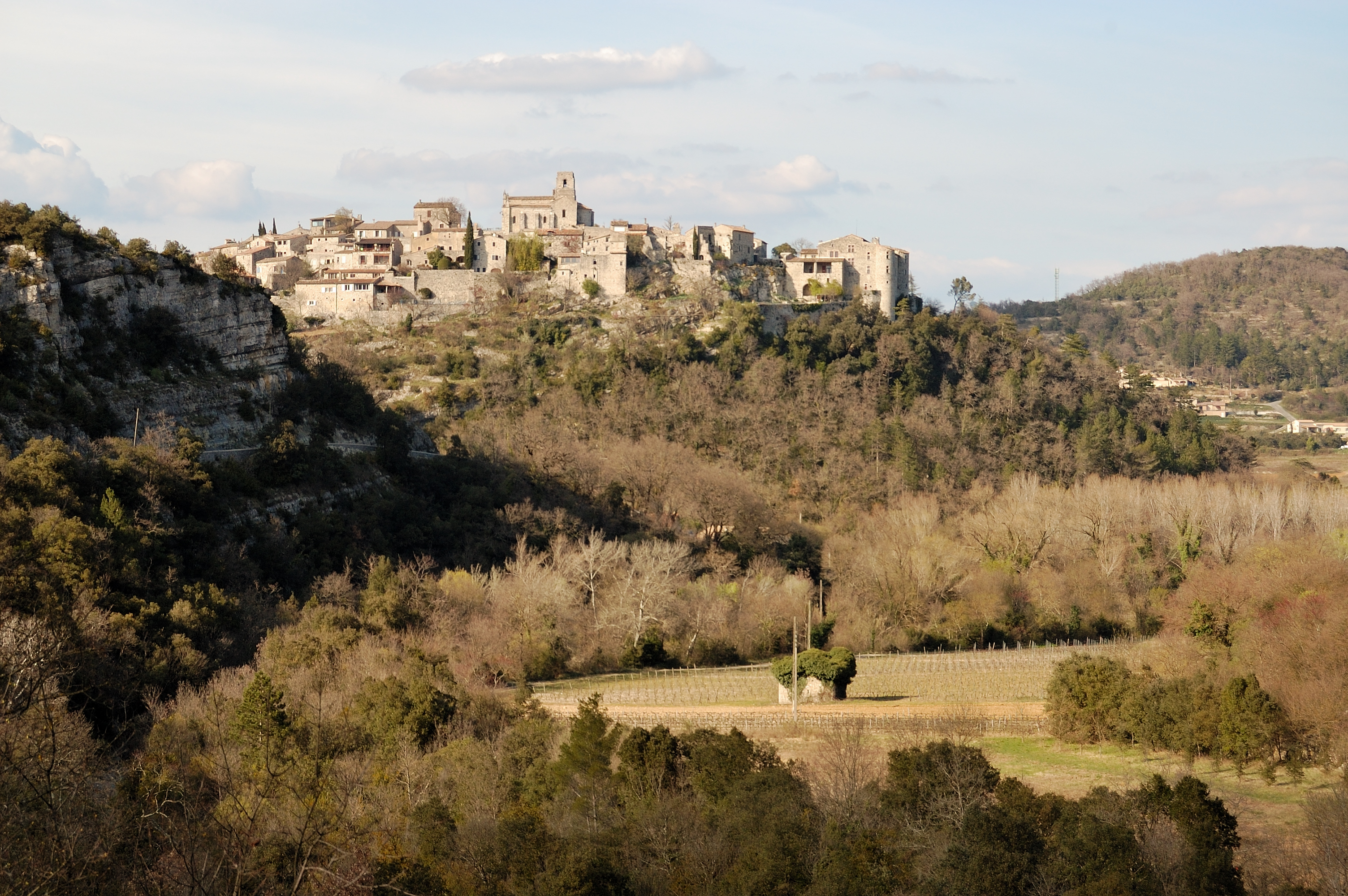
Saint-Thomé depuis la route de Valvignères
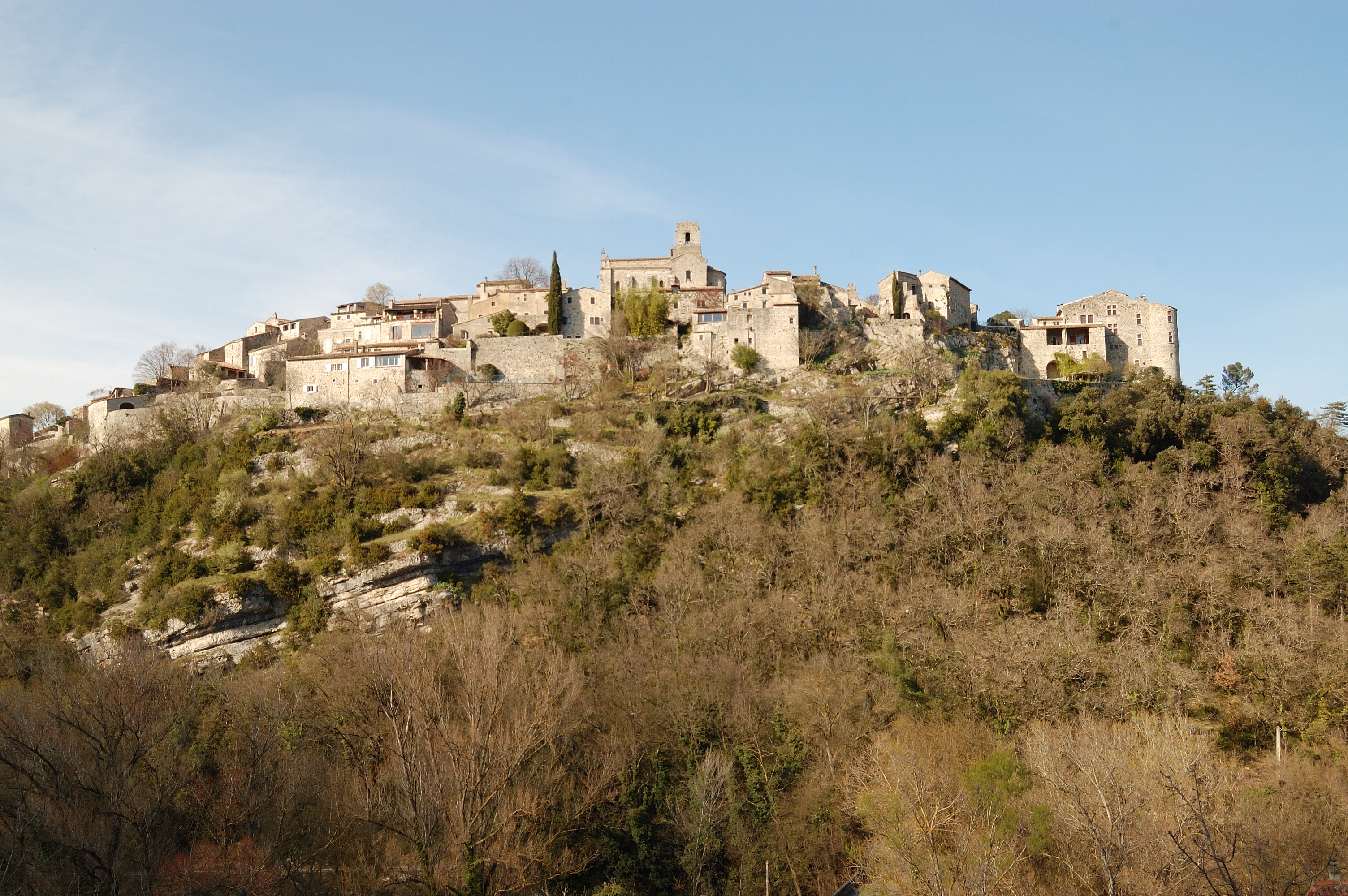
Vue  générale de Saint-Thomé, village perché

### Personnalités liées à la commune
- André Auclair (1893-1976), artiste français, décédé dans le village.
- Ginés Parra (1896-1960), peintre espagnol, décédé dans le village.
- José Charlet (1916-1993), architecte, peintre, sculpteur et graveur français, y résida.
- Lucien Raveau  (1919-2009), artiste français peintre et photographe, y résida.